# Stazione di Firenze San Marco Vecchio
Stazione di Firenze San Marco Vecchio vasútállomás Olaszországban, Firenze településen, a San Marco Vecchio-templom szomszédságában.

## Vasútvonalak
Az állomást az alábbi vasútvonalak érintik:
- Firenze–Faenza-vasútvonal

## Kapcsolódó állomások
A vasútállomáshoz az alábbi állomások vannak a legközelebb:
- Stazione di Firenze Santa Maria Novella
- Stazione delle Cure
- Stazione di Il Cionfo